# Вигфорс, Эрнст
Эрнст Йоханнес Вигфорс (швед. Ernst Johannes Wigforss; 24 января 1881 — 2 января 1977) — шведский политик и лингвист (диалектолог), в основном известный как видный член Социал-демократической рабочей партии и министр финансов Швеции (в 1925—1926, 1932—1936 и 1936—1949 годах). Вигфорс стал одним из главных теоретиков пересмотра марксизма шведским социал-демократическим движением, превратив его из революционного в реформистское. Он был идеологически близок к идеям Фабианского общества и гильдейского социализма, а также вдохновлён такими мыслителями, как Ричард Генри Тоуни, Леонард Трелони Хобхаус и Джон Аткинсон Гобсон. Он внес свой вклад в свои ранние работы о промышленной демократии и рабочем самоуправлении.

## Ранняя жизнь и образование
Родившийся в городе Хальмстад в Халланде на юго-западе Швеции, Вигфорс с 1899 года учился в Лундском университете и в этот период, став социалистом, начал публиковать работы по политическим вопросам. Он также стал членом радикального студенческого объединения «Den yngre gubben» (DYG), где подружился с Кнутом Викселлем и Эстеном Унденом; также познакомился с другими выдающимися интеллектуалами Хансом Ларссоном, Торгни Сегерстедтом, Фредриком Бёком, Акселем Коком и Бенгтом Лидфорссом.
Эрнст Вигфорс стал кандидатом философии в 1901 году и лиценциатом философии в 1906 году. В 1913 году он защитил докторскую диссертацию по диалекту южного Халланда, в том же году став доцентом скандинавских языков в университете. Другие его научные работы посвящены краткости в сконском наречии, материалистическому взгляду на историю и Первой мировой войне; затем он сосредоточился на шведской экономической политике в теории и практике. Чтобы прокормить себя в первые годы научной деятельности, он читал научно-популярные лекции, а его жена Ева работала в различных женских школах.
Вигфорс был внештатным преподавателем в Гётеборгской реальной школе в 1908—1911 годах, учительствовал в гимназии в Лунде (швед. Lunds högre allmänna läroverk) в 1911—1914 годах, а с 1914 года преподавал немецкий и шведский языки в латинской гимназии в Гётеборге. В связи с последним в 1918—1936 годах был членом консистории Гётеборгской епархии.

## Политическая карьера
Во время предвыборной кампании 1919 года он прочитал несколько лекций под названием «Социализм на практике». На тех выборах Вигфорс был избран социал-демократическим членом Первой палаты шведского парламента, представляя Гётеборг, и стал членом различных комитетов. В 1924 году он был назначен членом третьего кабинета Яльмара Брантинга, а после его отставки в январе 1925 года стал членом кабинета Рикарда Сэндлера. Он был назначен временным министром финансов 24 января 1925 года, когда Фредрик Торссон заболел, и сменил его 8 мая того же года после его смерти. Кабинет Сандлера подал в отставку 7 июня 1926 года.
Он снова стал министром финансов в кабинетах Пера Альбина Ханссона и Таге Эрландера с 1932 по 1949 год.
Вигфорс стал главным политическим оппонентом Гуннара Мюрдаля в связи с валютным кризисом 1947 года. Шведские историки склонны интерпретировать кризис как политический провал Мюрдаля, в то время как историк Орьян Аппельквист утверждает, что именно Вигфорс и Аксель Йорес несут главную ответственность за это политическое фиаско.
Некоторые говорят, что экономическая политика Вигфорса находилась под сильным влиянием Джона Мейнарда Кейнса, но он, возможно, предвосхитил последнего и его работу 1936 года «Общая теория занятости, процента и денег», поскольку предложил антициклическую экономическую политику, прежде чем стать министром финансов в 1932 году. Но, пожалуй, правильнее всего утверждать, что его основное экономическое влияние исходило от Кнута Викселля. Он вдохновлял молодых экономистов, таких как Гуннар Мюрдаль и Стокгольмскую школу, которые в то же время работали в том же направлении, что и Кейнс. Джон Кеннет Гэлбрейт пишет, что «было бы более справедливо сказать „Шведская экономическая революция“, чем '„кейнсианская революция“' в экономике, и что Вигфорс был первым в этой трансформации мышления и практики в отношении экономики».
В своей брошюре «Можем ли мы позволить себе работать?» (швед. Har vi råd att arbeta?), которая, по общему мнению, принесла социал-демократам победу на выборах 1932 года, высмеял либеральную теорию о том, что сокращение бюджета является правильным средством от экономических спадов. Несмотря на то, что он считается создателем шведской социал-демократической экономики, разногласия с министром социальных дел Густавом Мёллером (который предпочел бы, чтобы налогообложение было более высоким) помешали обоим быть избранными председателем партии и премьер-министром после смерти Ханссона.

## Дальнейшая жизнь
После своей отставки Вигфорс до самой своей смерти продолжал писать и выступать по политическим вопросам и считался одним из самых новаторских и смелых социал-демократических политиков. Он поддерживал антиядерное движение 1950-х годов и способствовал прекращению шведской программы ядерных вооружений в 1962 году.

## В массовой культуре
- В шведском телефильме Fyra dagar som skakade Sverige — Midsommarkrisen 1941 1988 года Вигфорса играет шведский актер Хельге Ског[8][9].